# Список переименованных населённых пунктов Московской области
В данном списке приведены населённые пункты, расположенные согласно современному административно-территориальному делению в Московской области России, название которых изменялось.

## Б
- Лосиноостровская (дачный посёлок, 1902; город, 1925) → Бабушкин (город, 1939) → вошёл в состав Москвы (1960)[1]

## В
- Вождь Пролетариата (рабочий посёлок) → Верейка (деревня, 2001)[2]
- Высоковский (рабочий посёлок) → Высоковск (город, 1940)[2]
- Псова Гора → Высокое (деревня, 1939)[3]

## Д
- Николо-Угрешский монастырь и слобода → Трудовая коммуна им. Дзержинского → Дзержинский (рабочий посёлок, 1938; город, 1981)[2][4]
- Дирижаблестрой → Долгопрудный (рабочий посёлок, 1937; город, 1957)[5]
- Садиково → Дубки (сельский населённый пункт)[6]
- Крысы → Дубовое (сельский населённый пункт)[7]

## Ж
- Отдых (1935, дачный посёлок) → Стаханово (1938) → Жуковский (1947, город)[8]
- Обираловка (до XVIII века, деревня) → Сергеевка, также Сергиевка (XVIII век) + Обираловка (1861, железнодорожная станция) → Железнодорожный (1938, рабочий посёлок; 1952, город)[9] → включён в состав города Балашихи (2015)[10]

## З
- Моча → Заречье (сельский населённый пункт)[11]

## И
- Ванилово (XVIII век, село) → рабочий посёлок имени Цюрупы (1935)[12]
- Сафатово (деревня) → Воскресенское (село, 1636) → Воскресе́нск (город, 1781) → Истра (город, 1930)[13]

## К
- Заразы → Клубня (деревня, 1939)[2]
- Подлипки (начало XX века) → Калининский (1928, рабочий посёлок) → Калининград (1938, город)[14] → Королёв (1996)
- Муромцево (XVI век, село; рабочий посёлок, 1830-е) → Краснофлотский (1928) → (1928, объединены с другими рабочими посёлками в единый посёлок) → Красноармейск (1947, город)[15]
- Баньки (посёлок, середина XIX века) → Красная Горка (посёлок, 1926) → Красногорск (город, 1932)[16]
- Сосуниха → Красные Всходы (деревня, 1939)[2]
- Мантюхино → Красные Орлы (деревня, 1925)[2]
- Прозоровский (1899, дачный посёлок) → Кратово (1930, посёлок, объединены с соседним посёлком Юбилейным)[17]

## Л
- Нудовша → Лесное[18]
- Лосиная слобода (1708) → Лосино-Петровский (1928)[источник не указан 2927 дней]
- Холуяниха → Лужки (сельский населённый пункт)[19]

## М
- Ирининское → Молоково[20]

## Н
- Рыково → Нагорное (сельский населённый пункт)[6]
- Разъячиха → Новая Деревня (сельский населённый пункт)[6]
- Рогожь (1336, село) → Рогожская ямская слобода (1506) → Богородск (1781, город) → Ногинск (1930)[21]

## О
- Михнево (XVI век, село) → Октябрьский (1928, посёлок городского типа)[22]
- Кельч-Острог → Орешки (сельский населённый пункт)[7]

## П
- Павлово (1328) → Павловский Посад (1844)[источник не указан 2927 дней]
- Часовня → Парижская Коммуна (сельский населённый пункт)[19]
- Бели → Первомайское (сельский населённый пункт)[23]
- Новостройка → Пересвет (город, 2000)[24]
- Обольяново → Подъячево (село, 1934)[25]
- Городенка (1870) → Пролетарский (1928, посёлок городского типа)[26]
- Душегубово → Пчеловодное (деревня, 1939)[27]

## Р
- Центральный → Радовицкий (1958, рабочий посёлок; 2004, посёлок)[25][28]
- Городок → Радонеж (сельский населённый пункт)[29]
- Блуди → Речки (деревня, 1939)[30]
- Жидовиново → Родники (деревня, 1960-е гг.)[30]
- Крестов Брод (1916) → Рошаль (1918)[31]
- Сипуново → Руза (деревня, 1939)[30]

## С
- Городище (до 1830, село; с 1830, посёлок при суконной фабрике) → Свердловский (1941, посёлок городского типа)[32]
- Сергиевский посад (середина XIV века — основан, 1782 — получил официальный статус) → Сергиев (1919, город) → Загорск (1930) → Сергиев Посад (1991)[33]
- Солнечная Гора → Солнышная → Подсолнечный → Солнечногорский → Солнечногорск (1938)[источник не указан 2927 дней]
- Спас-Дощатый → Горное (село, 1939) → Спас-Дощатый (село, 2003)[34][35]
- Ступинский (1507) → Ступино → Электровоз (1934) → Ступино (1938)[источник не указан 2927 дней]

## Т
- Толдам (1677, деревня), затем встречается как Толдам, так и Талдом → Ленинск (1918) → Талдом (1929)[36]
- Куракино (XIX век, село) → Текстильщик (1928, посёлок городского типа)[37]

## У
- Пупиха → Ударная (сельский населённый пункт)[3]

## Ч
- Часовня → Чапаевка (сельский населённый пункт)[19]
- Лопастна (волость, 1336) → Бадеево-Лопасня + Зачатье-Лопасня + Садки-Лопасня + населённый пункт при станции Лопасня → Лопасня (объединены в посёлок, 1929) → Чехов (1954)[38]

## Ш
- Шувая (XVIII век, деревня) → Шувоя (XIX век) → Красный Ткач (1935, рабочий посёлок) → Шувое (посёлок, 2001)[39][40]

## Э
- Электропередача (1912, посёлок строителей) → Электрогорск (1946, город)
- Затишье (посёлок, до 1916) → Электросталь (посёлок, 1928; город, 1938)[8]